# Rajd Polski 1986
Rajd Polski 1986 (43. Rajd Polski) – 43. edycja rajdu samochodowego Rajd Polski rozgrywanego w Polsce. Rozgrywany był od 4 do 6 lipca 1986 roku. Bazą rajdu był Wrocław. Rajd był dwudziestą siódma rundą Rajdowych Mistrzostw Europy w roku 1986 o współczynniku 2 oraz piątą rundą Rajdowego Pucharu Pokoju i Przyjaźni w roku 1986.

## Klasyfikacje rajdu[1]
| Miejsce                      | Kierowca                     | Pilot                        | Samochód                     | Czas                         | Strata                       |                              |
| Klasyfikacja generalna i ERC | Klasyfikacja generalna i ERC | Klasyfikacja generalna i ERC | Klasyfikacja generalna i ERC | Klasyfikacja generalna i ERC | Klasyfikacja generalna i ERC | Klasyfikacja generalna i ERC |
| ---------------------------- | ---------------------------- | ---------------------------- | ---------------------------- | ---------------------------- | ---------------------------- | ---------------------------- |
| 1                            | Branislav Küzmič             | Rudi Šali                    | Renault 5 Turbo              | 2:59:29                      | -                            |                              |
| 2                            | Andrzej Koper                | Krzysztof Gęborys            | Renault 11 Turbo             | 3:01:50                      | +2:21                        |                              |
| 3                            | Janusz Szerla                | Marek Oziębło                | FSO Polonez 2000 C           | 3:02:41                      | +3:12                        |                              |
| 4                            | Eugenijus Tumalevičius       | Pranas Videika               | Lada VAZ 2105 VFTS           | 3:05:24                      | +5:55                        |                              |
| 5                            | Pavel Janeba                 | Jan Krečman                  | Škoda 130 LR                 | 3:05:52                      | +6:23                        |                              |
| 6                            | Błażej Krupa                 | Piotr Mystkowski             | Renault 5 GT Turbo           | 3:06:40                      | +7:11                        |                              |
| 7                            | Vallo Soots                  | Toomas Putmaker              | Lada VAZ 2105 VFTS           | 3:08:21                      | +8:52                        |                              |
| 8                            | Jan Trajbold                 | Vladimír Zelinka             | Škoda 130 LR                 | 3:08:53                      | +9:24                        |                              |
| 9                            | Václav Blahna                | Pavel Schovánek              | Lada VAZ 2105 VFTS           | 3:09:33                      | +10:04                       |                              |
| 10                           | Raido Rüütel                 | Tõnu Vunn                    | Lada VAZ 2105 VFTS           | 3:12:11                      | +12:42                       |                              |
| Klasyfikacja CoPaF           |                              |                              |                              |                              |                              |                              |
| 1                            | Janusz Szerla                | Marek Oziębło                | FSO Polonez 2000 C           | 3:02:41                      | -                            |                              |
| 2                            | Eugenijus Tumalevičius       | Pranas Videika               | Lada VAZ 2105 VFTS           | 3:05:24                      | +2:43                        |                              |
| 3                            | Pavel Janeba                 | Jan Krečman                  | Škoda 130 LR                 | 3:05:52                      | +3:11                        |                              |
| 4                            | Vallo Soots                  | Toomas Putmaker              | Lada VAZ 2105 VFTS           | 3:08:21                      | +5:40                        |                              |
| 5                            | Jan Trajbold                 | Vladimír Zelinka             | Škoda 130 LR                 | 3:08:53                      | +6:12                        |                              |
| 6                            | Václav Blahna                | Pavel Schovánek              | Lada VAZ 2105 VFTS           | 3:09:33                      | +6:52                        |                              |
| 7                            | Raido Rüütel                 | Tõnu Vunn                    | Lada VAZ 2105 VFTS           | 3:12:11                      | +9:30                        |                              |

| Miejsce                      | Państwo                      | Czas                         |
| Klasyfikacja drużynowa CoPaF | Klasyfikacja drużynowa CoPaF | Klasyfikacja drużynowa CoPaF |
| ---------------------------- | ---------------------------- | ---------------------------- |
| 1.                           | Czechosłowacja               | 9:24:18                      |
| 2.                           | ZSRR                         | 9:25:56                      |
| 3.                           | Bułgaria                     | 10:03:54                     |
| 4.                           | Polska                       | 10:27:35                     |
| 5.                           | NRD                          | 10:54:36                     |